# میکیوویچ ۵۸۸۹
سیارک ۵۸۸۹ (به انگلیسی: 5889 Mickiewicz، نامگذاری:1979FA3) پنج هزار و هشتصد و هشتاد و نهمین سیارک کشف شده‌است که در ۳۱ مارس ۱۹۷۹ کشف شد.
قدر مطلق سیارک برابر ۱۱٫۷۰ است.